# Recologne (Haute-Saône)
Recologne, auch Recologne-lès-Ray genannt, ist eine Gemeinde im französischen Département Haute-Saône in der Region Bourgogne-Franche-Comté.

## Geographie
Recologne liegt auf einer Höhe von 205 m über dem Meeresspiegel, 28 Kilometer westsüdwestlich von Vesoul und etwa 44 Kilometer nordnordwestlich der Stadt Besançon (Luftlinie). Das Dorf erstreckt sich im Westen des Départements, an leicht erhöhter Lage über dem Nordufer der Saône. 
Die Fläche des 1,15 km² großen Gemeindegebiets umfasst einen Abschnitt des mittleren Saône-Tals. Die südliche Grenze verläuft meist entlang der Saône, die hier mit großen Schleifen durch eine breite Alluvialniederung nach Westen fließt. Die Talaue liegt durchschnittlich auf 197 m und weist eine Breite von ungefähr zwei Kilometern auf. Der Fluss ist kanalisiert und zur Wasserstraße ausgebaut. Die westliche Abgrenzung bildet die Gourgeonne, ein rechter Zufluss der Saône. Vom Flusslauf erstreckt sich das Gemeindeareal nordwärts über die Talaue bis auf die Anhöhe des Bois de Tincey. Diese besteht aus einer Wechsellagerung von kalkigen und sandig-mergeligen Sedimenten der oberen Jurazeit. Mit 226 m wird hier die höchste Erhebung von Recologne erreicht.
Nachbargemeinden von Recologne sind Tincey-et-Pontrebeau im Norden, Ray-sur-Saône im Osten, Ferrières-lès-Ray und Vellexon-Queutrey-et-Vaudey im Süden sowie Membrey im Westen.

## Geschichte
Erstmals urkundlich erwähnt wird Recologne im Jahr 1276 unter dem Namen Recoloines. Im Verlauf der Zeit wandelte sich die Schreibweise über Recoloines prez de Ray (1341), Recoulongne (1614) und Recologne-lez-Ray (1699) zur heutigen Bezeichnung. Der Ortsname leitet sich vom lateinischen Wort colonia (Ansiedlung) und dem Präfix re- ab und bezeichnet somit einen Landstrich, der wieder besiedelt wurde. Im Mittelalter gehörte Recologne zur Freigrafschaft Burgund und darin zum Gebiet des Bailliage d’Amont. Die lokale Herrschaft hatten stets die Herren von Ray inne. Zusammen mit der Franche-Comté gelangte das Dorf mit dem Frieden von Nimwegen 1678 definitiv an Frankreich. Heute ist Recologne Mitglied des 42 Ortschaften umfassenden Gemeindeverbandes Communauté de communes des Quatre Rivières.

## Sehenswürdigkeiten
Sehenswert ist eine kleine Kapelle mit quadratischem Zwiebelturm aus dem 18. Jahrhundert, die in ein Haus integriert ist, welches auch die Mairie (Gemeindeverwaltung) beherbergt. Zur Ausstattung der Kapelle gehören ein Hauptaltar, Statuen und Wandmalereien aus dem 18. Jahrhundert. Recologne gehört zur Pfarrei Ray-sur-Saône.

## Bevölkerung
| Jahr                       | 1962 | 1968 | 1975 | 1982 | 1990 | 1999 |
| Einwohner                  | 32   | 26   | 24   | 23   | 29   | 15   |
| Quellen: Cassini und INSEE |      |      |      |      |      |      |

Mit 32 Einwohnern (1. Januar 2022) gehört Recologne zu den kleinsten Gemeinden des Département Haute-Saône. Nachdem die Einwohnerzahl während der ersten Hälfte des 20. Jahrhunderts deutlich abgenommen hatte (1881 wurden noch 108 Personen gezählt), wurden in den letzten Jahrzehnten nur noch geringe Schwankungen verzeichnet.

## Wirtschaft und Infrastruktur
Recologne war bis weit ins 20. Jahrhundert hinein ein vorwiegend durch die Landwirtschaft (Ackerbau, Obstbau und Viehzucht) geprägtes Dorf. Außerhalb des primären Sektors gibt es nur wenige Arbeitsplätze im Dorf. Einige Erwerbstätige sind auch Wegpendler, die in den größeren Ortschaften der Umgebung ihrer Arbeit nachgehen.
Die Ortschaft liegt abseits der größeren Durchgangsachsen an einer Departementsstraße, die von Membrey nach Ray-sur-Saône führt. Eine weitere Straßenverbindung besteht mit Pontrebeau.